# 久山多美男
久山 多美男（くやま たみお、1902年9月30日 - 2001年9月15日）は、日本の海軍軍人（造兵科士官）、応用物理学者、音響技術者。防衛大学校名誉教授。理学博士（東京大学）。最終階級は海軍技術大佐。

## 経歴
陸軍大佐久山又三郎の次男として東京府東京市牛込区に生まれる。1920年福岡県立中学修猷館（1年繰り上げ卒業）、1923年3月第六高等学校理科甲類を経て、1926年3月東京帝国大学理学部物理学科を卒業。
1926年海軍造兵中尉として呉海軍工廠に入り、水中音響の研究を行う。1929年から1930年にかけて、海軍監督官として米国とドイツに出張。米国ではサブマリン・シグナル社に発注した水中聴音機（パッシブ・ソナー）の製造を監督し、ドイツではエレクトロ・アクスティック（エラック）社の水中聴音機の性能の調査を行った。その後、連合艦隊司令部附、横須賀海軍工廠機雷実験部員、海軍技術研究所音響研究部員を歴任。最終階級は海軍技術大佐。海軍技術研究所では、戦艦大和に装備する水中聴音機の開発および実装を行っている。
戦後、1946年1月東京大学理学部地球物理学教室に勤務し、理学博士を授与されるが、公職追放となったため退職する。1948年9月海上電機（現・カイジョー）に入社し、取締役研究所長を務め、1953年保安大学校教授に転じ、1954年7月に防衛大学校に改名されるとその教授となる。1967年3月防衛大学校副校長に選任される。1971年3月退職し、名誉教授となる。
1973年11月勲二等瑞宝章。1978年6月海洋音響研究会顕功賞。1979年6月日本音響学会功績賞。